# 麥卡洛姆湖 (伊利諾伊州)
麥卡洛姆湖（英語：McCullom Lake）是位於美國伊利諾伊州麥克亨利縣的一個村落。

## 地理
麥卡洛姆湖的座標為42°22′07″N 88°17′49″W / 42.36861°N 88.29694°W，而該地最高點為海拔高度253米（即830英尺）。

## 人口
根據2010年美國人口普查的數據，麥卡洛姆湖的面積為0.98平方千米，當中陸地面積為0.98平方千米，而水域面積為0.00平方千米。當地共有人口1049人，而人口密度為每平方千米1,070人。